# Kvinden fra Paris
Kvinden fra Paris (originaltitel A Woman of Paris) er en amerikansk stumfilm fra 1923 af Charlie Chaplin.

## Medvirkende
- Edna Purviance som Marie St. Clair
- Clarence Geldart
- Carl Miller som Jean Millet
- Lydia Knott
- Charles K. French
- Adolphe Menjou som Pierre Revel
- Betty Morrissey som Fifi
- Malvina Polo som Paulette
- Henry Bergman som Head Waiter
- Charlie Chaplin som Head Porter